# 삼지연

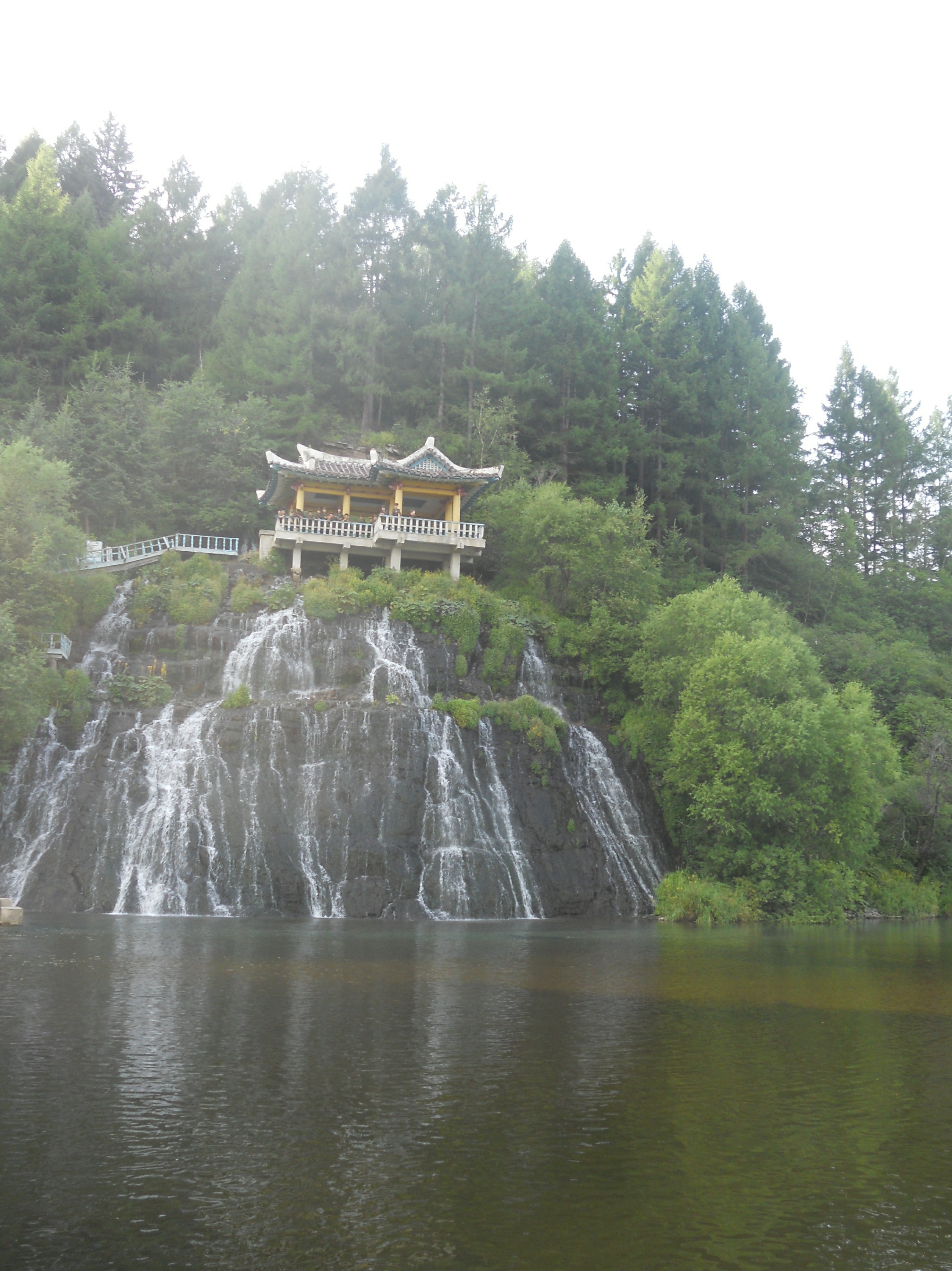
리명수 폭포 전경.

삼지연(三池淵)은 량강도 삼지연시에 있는 호수로, 백두산 천지에서 남동쪽으로 40여 km 떨어진 곳에 위치한 세 개의 못을 말한다. 남서쪽 끝에 있는 못의 면적은 0.36 km2, 둘레는 2.3 km, 최대 수심은 3.8 m이고, 그 북동쪽으로 0.04 km2, 0.06 km2의 못이 가지런히 있다.

## 개요
삼지연은 약 100만년 전에는 북쪽으로 흐르는 강이었으나, 북포태산(北胞胎山)에서 뿜어나온 화산분출물과 백두산에서 나온 부석이 곳곳에 쌓여 물길을 막아 생긴 자연호이며 물이 흘러드는 하천도 없고 물이 다른 데로 빠져나가지도 않는 무방수호(無放水湖)이다. 호수는 눈과 빗물, 샘물에 의해서 채워진다. 백두화산대의 영향으로 밑에서 온천이 솟아나기 때문에 삼지연의 평균 수온은 23 °C로 높은 편이다.
일제가 국경지대의 안보를 위해 혜산과 무산을 잇는 도로를 1938년에 개설하면서 자동차 접근이 가능해져 관광객이 늘어나게 되었다.
1980년 1월에 천연기념물 제347호로 지정되었다.
로동신문은 2019년 12월 11일 보도를 통해 최고인민회의 상임위원회 정령에 따라 삼지연시로 승격하기로 했다고 보도했다.

## 같이 보기
- 삼지연공항
- 백두산
- 삼지연시
- 조선민주주의인민공화국의 천연기념물
- 내륙유역